# Metro de Urumqi
El Metro de Ürümqi (en chino tradicional, 烏魯木齊地鐵; en chino simplificado, 乌鲁木齐地铁, en uigur: ئۈرۈمچى مېتروسى) es un sistema de tránsito rápido en funcionamiento en Ürümqi, capital de la Región Autónoma de Xinjiang en China.
El Metro de Ürümqi ha presentado planes para dos líneas, la Línea 1 y la Línea 2, con un costo estimado de 31,24 billones de yuanes.

## Líneas

### Línea 1
La línea 1 comenzó su construcción el 20 de marzo de 2014. La línea 1 va desde el Aeropuerto Internacional de Ürümqi Diwopu hasta el centro de Ürümqi y termina en la estación de Santunbei. Tiene una longitud total de 27.615 km y 21 estaciones. Es completamente subterráneo.
La sección norte de la línea se abrió el 25 de octubre de 2018. La sección sur de la línea se abrió al público el 28 de junio de 2019.

### Línea 2
La línea 2 está en construcción. La línea tiene 16 estaciones desde la calle Yan'an hasta la calle Huashan. La línea 2 estará conectada con la estación de ferrocarril de Ürümqi. La sección de Nanmen a la calle Huashan se abrirá en 2022.